# Festival international du film de Moscou 1995
Le 19e festival international du film de Moscou a lieu du 17 au 28 juillet 1995. Le St. George d'or n'est pas attribué.

## Jury
- Richard Gere (États-Unis – président du jury)
- Friedrich Gorenstein (Allemagne)
- Aurelio De Laurentiis (Italie)
- Otar Iosseliani (France)
- László Kovács (États-Unis)
- Jiří Menzel (République tchèque)
- David Robinson (Grande-Bretagne)
- Lidiya Fedoseeva-Shukshina (Russie)
- Jerome Hellman (États-Unis)
- Conrad Hall (États-Unis)

## Films en compétition
Les films suivants sont sélectionnés pour la compétition principale :
| Titre anglais ou français                                    | Titre original                                             | Réalisateur(s)        | Pays d'origine                          |
| ------------------------------------------------------------ | ---------------------------------------------------------- | --------------------- | --------------------------------------- |
| L'Anglais qui gravit une colline mais descendit une montagne | The Englishman Who Went Up a Hill But Came Down a Mountain | Christopher Monger    | Grande-Bretagne                         |
| Haut bas fragile                                             | Haut bas fragile                                           | Jacques Rivette       | France, Suisse                          |
| Secret d'État                                                | Segreto di stato                                           | Giuseppe Ferrara      | Italie                                  |
| Quel jeu merveilleux                                         | Kakaya chudnaya igra                                       | Piotr Todorovski      | Russie                                  |
| Mario et le Magicien                                         | Mario und der Zauberer                                     | Klaus Maria Brandauer | Allemagne, France, Autriche             |
| Marble Ass                                                   | Dupe od mramora                                            | Želimir Žilnik        | Yougoslavie                             |
| Reverted                                                     | Zawrócony                                                  | Kazimierz Kutz        | Pologne                                 |
| Avec ou sans hommes                                          | Boys on the Side                                           | Herbert Ross          | États-Unis                              |
| The Conqueror                                                | Zhengfuzhe                                                 | Wenji Teng            | Chine                                   |
| Le Testament du soir                                         | Gogo no yuigonjo                                           | Kaneto Shindō         | Japon                                   |
| Country Life                                                 | Country Life                                               | Michael Blakemore     | Australie                               |
| Hunter's Family                                              | Semya okhotnika                                            | Shapiga Musina        | Kazakhstan                              |
| La Trace                                                     | Iz                                                         | Yeşim Ustaoğlu        | Turquie                                 |
| Condition Red                                                | Condition Red                                              | Mika Kaurismäki       | Finlande, États-Unis, Allemagne, France |
| Merci pour chaque nouveau matin                              | Díky za kazdé nové ráno                                    | Milan Šteindler       | République tchèque                      |
| A Life for the Taking                                        | Tag ditt liv                                               | Göran du Rées         | Suisse                                  |
| Mee Pok Man                                                  | Mee Pok Man                                                | Eric Khoo             | Singapour                               |
| La pasión turca                                              | La pasion turca                                            | Vicente Aranda        | Espagne                                 |
| The Wondrous Voyage of Kornel Esti                           | Esti Kornél csodálatos utazása                             | József Pacskovszky    | Hongrie                                 |
| Une femme française                                          | Une femme française                                        | Régis Wargnier        | France, Grande-Bretagne, Allemagne      |
| Jaguar                                                       | Iagouaros                                                  | Katerina Evangelakou  | Grèce                                   |
| Eggs                                                         | Eggs                                                       | Bent Hamer            | Norvège                                 |

## Prix
- Le St. George d'or n'est pas attribué
- St. George d'argent de la réalisation :
  - Régis Wargnier pour Une femme française
  - Milan Šteindler pour Díky za kazdé nové ráno
- St. George d'argent spécial : Directeur de la photographie Lajos Koltai pour Mario et le Magicien
- St. George d'argent :
  - Meilleur acteur : Gabriel Barylli pour Une femme française
  - Meilleure actrice : Emmanuelle Béart pour Une femme française
- Prix Du jury œcuménique : L'Anglais qui gravit une colline mais descendit une montagne de Christopher Monger
- Diplômes d'honneur :
  - Pour sa contribution au cinéma : Serge Bondartchouk
  - Tonino Guerra, scénariste
  - Beata Tyszkiewicz, actrice